# 미래인터넷포럼
미래인터넷포럼은 새로운 인터넷 설계 및 관련 이슈에 대한 최신정보와 지식을 제공하고, 전문가들에 의한 미래 인터넷 연구개발의 방향을 제시할 목적으로 2006년 처음 구성된 전문가 집단이다. 주최단체는 개방형컴퓨터통신연구회이며, 현재 의장은 KAIST의 이동만이다. 조직은 의장  및 자문위원회, 운영위원회, 워킹그룹, 특별위원회, 사무국으로 나뉘어 있으며, Architecture, Wireless, Service, Testbed, Security 등 5개 분과의 워킹그룹이 운영되고 있다.